# Musiques de Hellsing
Pour des articles plus généraux, voir Hellsing et Hellsing (série télévisée d'animation).
Bandes sons de la série télévisée d'animation Hellsing

## Bande son (OSTs)
| O.S.T. : Original soundtrack (l'équivalent d'une Bande Originale de Film) op : opening theme (générique de début) ed : ending theme (générique de fin) single : équivalent d'un "CD 2 titres" |

### Hellsing OST 1 - Raid
- Audio CD
- 1er juillet 2003
- Format : Soundtrack
- Label : Geneon [Pioneer]

1. Logos naki world (Opening) (ロゴスなきワールド)
2. Baka koe no nirvana ~ Urami Genkin ~ (莫迦越えのニルバーナ~恨みなき厳禁~)
3. Gakuon yuugi nengemishou (楽音遊戯 拈華微笑)
4. Hisshou myouhou renge kyoku (必勝 妙法蓮華曲)
5. Kamigami e no kyou ~ Katteni yarasetemoraimasu ~ (神々への供養~勝手にやらせてもらいます~)
6. Kannouteki yuuwaku no wana ni hamatta hidariashi (官能的誘惑の罠にはまった左足)
7. Dracula seito to R&R (ドラキュラ聖徒とR&R)
8. P.S. Namu-Amida-Butsu (P.S.南無阿弥陀仏)
9. Chaos no umi ~ Shouzoushu no omowaku ~ (カオスの海~創造主の思惑~)
10. Genzai ~ Shoujo wo mamorinukenaiga tameni ~ (原罪~処女を守りぬけないがために~)
11. Taiseidou no bosatsu ~ Featuring Tabei Tatsuo ~ (大聖堂の菩薩~Featuring 田部井辰雄~)
12. Kamen shinpu to chapel no kane (仮面神父とチャペルの鐘)
13. Akuma no shiwazaka kamiwazaka (悪魔の仕業か神業か)
14. Shina no muku (死成の無垢)
15. Fuseijitsu na michi no ue de no survival (不誠実な道の上でのサバイバル)
16. Bakuzen drum no nageki (漠源ドラムの嘆き)
17. Sei (Sei) mono e no chinkonkyoku (生(盛)者への鎮魂曲)
18. Hi shinkeishou teki sute kyoku ~ Omaera Ittai Nan Nan Da ~ (非神経症的捨て曲~オマエライツタイナンナンダ)
19. Sensou Suru Nara Yumi, Yari, Ken Da Tatakae! (戦争するなら弓,槍,剣で戦え!)
20. SHINE (Ending) - MR. BIG

### Hellsing OST 2 - Ruins
- Audio CD
- 16 septembre 2003
- Format: Soundtrack
- Label: Geneon [Pioneer]

1. seikai saishuu reimeiki (世界最終黎明期)
2. hagakure no wasei (葉隠れの和声)
3. SKY OF GOD MASTER
4. tsumitsukuri na nikui yatsu (罪作りな憎いヤツ)
5. SOUL kyuumeitai (SOUL救命隊)
6. I.B.C.J. houiami (I.B.C.J.包囲網)
7. shishou oka deno juugekisen (死傷ヶ丘での銃劇戦)
8. seishin keisatsu sousaka no urajijou (精神警察捜査課の裏事情)
9. genshouku jibaku LOVE SONG (原色ジバクラヴソング)
10. shi-kuretto karuma SERENADE (シークレット カルマ セレナーデ)
11. kikyou kaoru iroha michi (桔梗薫るイロハ道)
12. shinrikyou (真理響)
13. netsu tsukusareta BACK GROUND (ねつ造されたBACK GROUND)
14. gentenkaiko RHYTHM NATION (原点回顧 RYTHM NATION)
15. mayonaka no ansatsusha (真夜中の暗殺者)
16. LOGOS naki WORLD MALCOLM X ni sasageru (ロゴスなきワールド~マルコムXに捧ぐ~)
17. tsumihoroboshi shinpushi ( 罪減ぼしジプシー)
18. saraba ponkotsu WORLD (さらばボンコツWORLD)
19. 666 yori 777 (666より777)
20. aa seishun no ero makai (大麻の煙が目にしみる)
21. kisenu dekigoto (鳴呼,青春のエロ魔界)
22. taima no kemuri ga me ni shimiru (予期せぬ出来事)